# Marcos Montes
Marcos Montes Cordeiro (Sacramento, 3 de agosto de 1949) é um médico, produtor rural e político brasileiro, filiado ao PSD. Foi Ministro da Agricultura, Pecuária e Abastecimento do Brasil de 30 de março de 2022 até 31 de dezembro de 2022.
Anteriormente, foi prefeito de Uberaba de 1997 a 2004, Secretário de Estado de Desenvolvimento Social e Esportes de Minas Gerais, e deputado federal por três mandatos, entre 2007 e 2019. Como deputado, foi líder da bancada do PSD na Câmara, e também presidente da Frente Parlamentar da Agropecuária, colegiado integrado por deputados federais e senadores.

## Biografia
Nascido em 3 de agosto de 1949 na histórica cidade de Sacramento - no Triângulo Mineiro/Alto Paranaíba, de onde se mudou ainda criança para Uberaba, na mesma região. É filho de Jurandir Cordeiro e Augusta Montes Cordeiro e casado com Marília Andrade, com quem tem duas filhas.[carece de fontes?]
É médico formado pela Universidade Federal de Uberlândia (UFU), com especialização em medicina do trabalho, medicina intensivista e anestesiologia. Foi servidor da Universidade Federal do Triângulo Mineiro (UFTM/Uberaba), e é produtor rural.[carece de fontes?]

### Carreira política
Reeleito com 116.175 votos para seu terceiro mandato (2015/2018), o deputado federal Marcos Montes (PSD/MG) saiu das urnas na condição de majoritário em dezenas de cidades – sendo, inclusive, o mais votado na região do Triângulo Mineiro.[carece de fontes?]
Nascido em 3 de agosto de 1949 na histórica cidade mineira de Sacramento, de onde se mudou ainda criança para Uberaba, ele é filho de Jurandir Cordeiro e Augusta Montes Cordeiro, e casado com Marília Andrade, com quem tem duas filhas.[carece de fontes?]
Marcos Montes é médico formado pela Universidade Federal de Uberlândia (UFU) e fez carreira de servidor na Universidade Federal do Triângulo Mineiro (UFTM/Uberaba). Tem especialização em Medicina do Trabalho, Medicina Intensivista e Anestesiologia. Também é produtor rural.[carece de fontes?]
Marcos Montes se filou ao PFL em 1995, permanecendo na legenda quando esta foi transformada em DEM, e só mudando em 2011, para o então recém-criado Partido Social Democrático (PSD). Foi líder e vice-líder da bancada do PSD na Câmara dos Deputados; é fundador e presidente do PSD de Uberaba, e a convite do fundador e líder nacional do partido, ex-prefeito de São Paulo, ministro Gilberto Kassab, assumiu a coordenação Regional do PSD/Triângulo Mineiro e Alto Paranaíba.[carece de fontes?]